# 3차색
3차색(三次色)은 색 공간에서 원색과 2차색을 혼합할 때 나오는 색이다. 원색이나 2차색과는 달리 각각에 확정된 이름이 존재하지 않지만, 아래의 예는 흔히 쓰이는 것들의 일부이다.

## RGB 나 CMYK 원색

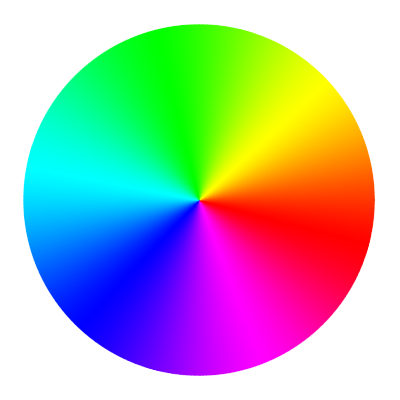
CMYK 색상환

| 옥색 | (●) | + | 파랑 | (●) | = | 바다색   | (●) |
| 자주 | (●) | + | 파랑 | (●) | = | 보라     | (●) |
| 자주 | (●) | + | 빨강 | (●) | = | 선홍     | (●) |
| 노랑 | (●) | + | 빨강 | (●) | = | 주황     | (●) |
| 노랑 | (●) | + | 녹색 | (●) | = | 연두색   | (●) |
| 옥색 | (●) | + | 녹색 | (●) | = | 담청록색 | (●) |

## 전통적 물감 (RYB)
| 빨강 | (●) | + | 주황 | (●) | = | 다홍색 | (●) |
| 주황 | (●) | + | 노랑 | (●) | = | 귤색   | (●) |
| 노랑 | (●) | + | 녹색 | (●) | = | 연두색 | (●) |
| 녹색 | (●) | + | 파랑 | (●) | = | 청록   | (●) |
| 파랑 | (●) | + | 보라 | (●) | = | 남색   | (●) |
| 보라 | (●) | + | 빨강 | (●) | = | 자주   | (●) |

## 다른 용도
"3차색"이라는 말은 자연색을 가리키기 위함이었는데, 이 색들은 색 공간의 삼원색을 혼합하여 만들어진다. 예를 들어 빛의 가산 혼합에서 흰색과 회색, 아니면 안료의 감산 혼합에서 갈색, 회색, 검정 등이다. 테크닉에 관한 책에는 아직 3차색이라는 용어가 많이 쓰이는데, 오늘날 많은 전문가들은 혼돈을 피하기 위해 "중간색"이라는 말을 사용한다.

## 같이 보기
- 색상환
- 색
- 색 목록
- 삼원색
- 2차색